# Sheriff Country
Fire Country
Sheriff Country  est une série télévisée américaine créée par Max Thieriot, Tony Phelan (en) et Joan Rater (en), elle est prévue pour le 17 octobre 2025 sur le réseau CBS, et en simultané sur le réseau Global au Canada.
La série est un spin-off de Fire Country.

## Synopsis
Sheriff Country est centré sur le shérif Mickey Fox, la demi-sœur du chef de division de Cal Fire, Sharon Leone (Diane Farr de Fire Country), qui enquête sur des activités criminelles alors qu'elle patrouille dans les rues de la petite ville d'Edgewater tout en luttant contre son père, un ancien détenu, et un incident mystérieux impliquant sa fille rebelle.

## Distribution

### Acteurs principaux
- Morena Baccarin : Shérif Mickey Fox
- Matt Lauria : Shérif adjoint Boone
- Christopher Gorham : Travis Fraley, avocat et ex-mari du shérif Mickey Fox
- Michele Weaver (en) : Shérif adjointe Cassidy
- Amanda Arcuri : Skye Fraley, fille de Mickey et Travis
- Caroline Rhea : Gina, assistante du shérif

### Acteurs récurrents
- W. Earl Brown : Wes Fox, père de Mickey

## Production

### Développement
En mai 2024, CBS a donné son feu vert à Sheriff Country, spin-off de Fire Country, avec Morena Baccarin en tête d'affiche de la série. La série est commandée pour la saison 2025-2026.
Max Thieriot est co-créateur et producteur exécutif de la série Fire Country et co-créateur et producteur exécutif du spin-off. Matt Lopez sera producteur exécutif et showrunner. La série, de CBS Studios, est produite par Max Thieriot, Tony Phelan (en) et Joan Rater (en), Matt Lopez ainsi que Jerry Bruckheimer et KristieAnne Reed pour Jerry Bruckheimer Television.
Le 22 avril 2025, Christopher Gorham et Michele Weaver ont rejoint la distribution de la série.
Le 28 avril, Matt Lauria a été choisi pour incarner le rôle principal masculin face à Morena Baccarin.
Le 14 mai, Amanda Arcuri et Caroline Rhea ont rejoint la distribution de la série.
Contrairement à Fire Country qui est tournée à Vancouver, Sheriff est tournée à Toronto, afin d'alléger le temps de transport de Morena Baccarin vers sa résidence de New York les fins de semaine.
Les deux séries seront diffusées en première le vendredi 17 octobre 2025 sur CBS.

## Épisodes
| Saisons        | Saisons        | Épisodes       | Diffusion originale sur CBS | Diffusion originale sur CBS |
| Saisons        | Saisons        | Épisodes       | Début de saison             | Fin de saison               |
| -------------- | -------------- | -------------- | --------------------------- | --------------------------- |
| Backdoor pilot | Backdoor pilot | Backdoor pilot | 12 avril 2024               | 12 avril 2024               |
|                | 1              | TBA            | 17 octobre 2025             | 2026                        |

La diffusion débute le 17 octobre 2025 sur CBS.